# 肖光明
肖光明（1952年3月—），男，汉族，江西吉水人，中华人民共和国政治人物。

## 生平
中共江西省委副秘书长、办公厅主任。2011年，肖氏当选为江西省政协副主席，直到2016年离职。